# Ichneutica homerica
Ichneutica homerica är en fjärilsart som beskrevs av Gordon J. Howes 1943. Ichneutica homerica ingår i släktet Ichneutica och familjen nattflyn. Inga underarter finns listade i Catalogue of Life.